# Antonie Bollardová

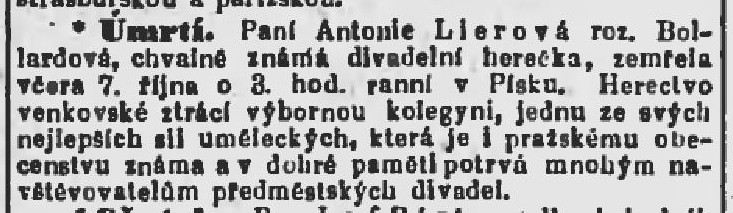
Národní politika, č.ročníku:11, datum vydání: 8.101893, č.výtisku: 279, ranní vydání, č.str.:3, oznámení o úmrtí herečky Antonie Lierové

Antonie Bollardová, provdaná Lierová (24. ledna 1849 Praha – 7. října 1893 Písek), byla česká divadelní herečka.

## Život
Narodila se v Praze do rodiny krejčího Václava Bollarda, který byl vášnivý ochotnický herec, hrál na Smíchově a do své vášně postupně zapojil celou rodinu, dcery Františku, Antonii a syna Jindřicha. Divadlo začala hrát spolu se svou starší sestrou Františkou a bratrem Jindřichem nejprve s ochotníky na Smíchově. V roce 1866 byla angažována hereckou společností F. J. Čížka pro obor tragických hrdinek. Další profesionální angažmá získala u společnosti J. J. Stránského a F. Pokorného. V roce 1867 hostovala v pražském Prozatímním divadle v roli Esmeraldy ve hře Zvoník u Matky Boží, ale následně angažmá nezískala. V roce 1868 se stala členkou Kramuelovy divadelní společnosti a roku 1870 se provdala za herce Karla Liera a od té doby hrála pod jménem Lierová. V dalších letech byla angažována mj. u divadelních společností J. Pištěka a V. Budila.
Antonie Lierová zemřela předčasně v říjnu roku 1893 v Písku, kde byla i pohřbena.

## Divadelní role (výběr)
- role Moniky ve stejnojmenné hře J.J.Kolára
- role Debory ve stejnojmenné hře[13] H.S. von Mosenthala[14]

### Prozatímní divadlo
- 1867 – role Esmeraldy ve hře Zvoník u Matky Boží